# Melecjusz (Zaborowski)
Melecjusz, imię świeckie Michaił Zaborowski (ur. 25 czerwca?/7 lipca 1869 w guberni tobolskiej, zm. 6 kwietnia 1946 w Harbinie) – rosyjski biskup prawosławny.

## Życiorys
Był synem kapłana prawosławnego. Ukończył seminarium duchowne w Tobolsku (1889); 8 października 1889 został wyświęcony na kapłana jako mężczyzna żonaty. Dwa lata później jego żona zmarła. W 1898 złożył wieczyste śluby mnisze. Rok później ukończył wyższe studia teologiczne w Kazańskiej Akademii Duchownej, uzyskał tytuł kandydata nauk teologicznych, po czym został zatrudniony jako asystent nadzorcy szkoły duchowne w Sarapule. W roku następnym został kierownikiem szkoły katechetów-misjonarzy w Bijsku. Cztery lata później otrzymał godność archimandryty, zaś w 1906 został rektorem seminarium duchownego w Tomsku.
21 listopada 1908 w Tomsku odbyła się jego chirotonia biskupia, po której został biskupem barnaułskim, wikariuszem eparchii tomskiej. W charakterze konsekratorów w ceremonii udział wzięli arcybiskup tomski Makary, biskup jenisiejski Eutymiusz i biskup bijski Innocenty. Cztery lata później objął zarząd eparchii jakuckiej i wilujskiej. W 1916 został biskupem zabajkalskim i nerczyńskim. W 1920 emigrował do Chin. Od 1920 (według innych źródeł od 1929) był biskupem harbińskim. Przyjął jurysdykcję Rosyjskiego Kościoła Prawosławnego poza granicami Rosji i w jego ramach w 1930 został ponownie mianowany biskupem zabajkalskim i nerczyńskim, z siedzibą w Harbinie. Od 1931 lub 1932 ponownie był biskupem harbińskim. W 1939 otrzymał godność metropolity harbińskiego. W Harbinie zorganizował kursy teologiczne przygotowujące kandydatów do kapłaństwa, seminarium duchowne, bractwo św. Jana Teologa, zainicjował druk ksiąg liturgicznych i powstanie towarzystw dobroczynnych, przyczynił się do powstania czterech klasztorów. W latach 1943–1944, po zajęciu Mandżurii przez Japonię sprzeciwił się szerzeniu kultu japońskiej bogini Amaterasu wśród prawosławnych. Zmarł w 1946.